# NK Imotski
NK Imotski ist ein kroatischer Fußballverein aus der Stadt Imotski.

## Geschichte
Der NK Imotski wurde am 31. März 1991 gegründet, war nach dem Abstieg aus der dritten kroatischen Liga (Süd) im Jahre 2000 viertklassig. Außergewöhnlich verlief der Aufstieg aus der vierten Ebene des Ligasystems Kroatiens in die zweite Liga Kroatiens: Imotski ersetzte in der Winterpause der Saison 2001/02 den in finanzielle Schwierigkeiten geratenen Nachbarverein NK Imotska krajina. Seither spielte Imotski ununterbrochen in der zweiten Liga Kroatiens.

## Stadion

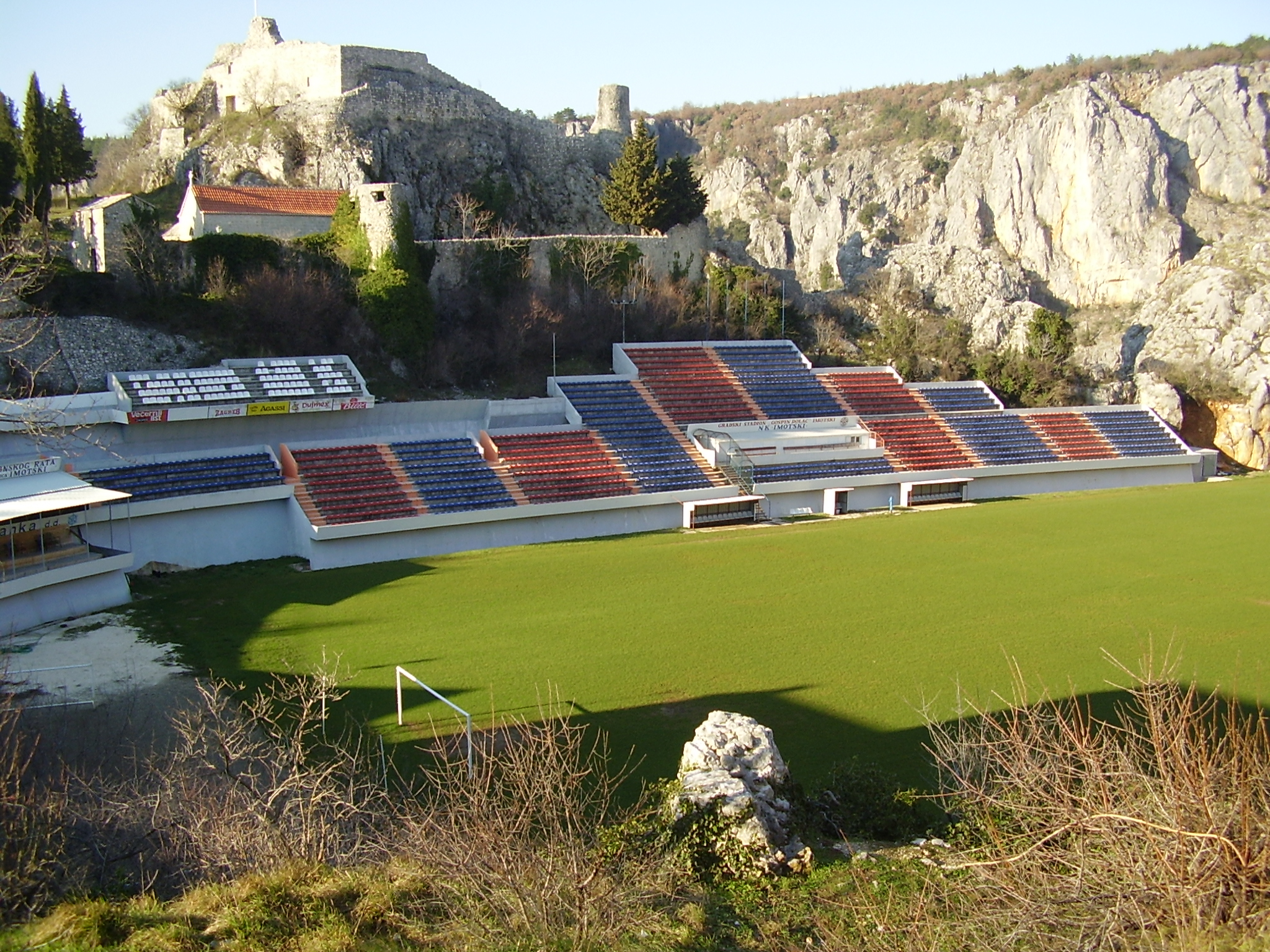
Teilansicht des Stadions „Gospin Dolac“ mit Blick auf die Ruine „Topana“

Das Stadion Gospin dolac fasst 4 000 Zuschauer. Es hat nur eine Haupttribüne, wobei diese aus 3000 Sitzplätzen und rund 1000 Stehplätzen besteht.
Das Stadion ist einzigartig in seiner Lage, befindet es sich doch in einer Karstsenke. Die Stadt liegt unterhalb des Stadions, nur die alte Festung Topana liegt noch höher. Hinter der Festung liegt in einem Einsturzkrater der Blaue See.
Das Stadion erfüllt nicht die Lizenzierungsbedingungen des kroatischen Fußballverbandes.